# Bandera de Montellà i Martinet
La bandera oficial de Montellà i Martinet (Baixa Cerdanya) té la següent descripció:
Bandera apaïsada de proporcions dos d'alt per tres de llarg dividida horitzontalment en quatre faixes, la superior i la inferior de doble amplada que les dues del mig, i de colors de dalt a baix, verd, blanc, negre i groc.
El castell d'argent i el martinet de sable de l'escut s'han transformat en les faixes blanca i negra de la bandera.
Va ser aprovada el 23 de novembre de 1992 i publicada en el DOGC el 7 de desembre del mateix any amb el número 1679.